# Трифонова, Валентина Ивановна
Валентина Ивановна Трифонова (род. 25 апреля 1950 года, село Янтиково, Чувашская АССР) — актриса Чувашского драмтеатра, Народная артистка Чувашской АССР (1989), заслуженная артистка Российской Федерации (1998).

## Биография
Родилась 25 апреля 1950 года в селе Янтиково Янтиковского района Чувашской АССР.
В 1972 году окончила Ленинградский государственный институт театра, музыки и кинематографии.

### Актёрское творчество
За время работы в театре ею создан ряд ярких сценических образов, а именно: Валентина — «Прошлым летом в Чулимске» А. Вампилова, Софья — «Бесталанная» И. Тобилевича, Алёнка — «Голубые олени» А. Коломийца, Эстер — «Сила любви» В. Яковлева, Мая — «Мать, отец и дети» Г. Хухашвили, Марук — «Выйди-выйди за Ивана» Н. Айзмана, Сафия — «Озорная молодость» И. Абдуллина, Рози — «Табунщик» Э. Сиглигетти, Валя — «Тетушка Праски дочку выдает» А. Чебанова, Ахахпи — «Именем твоим» П. Афанасьева, Лилька — «Совершеннолетие» А. Заридзе, Колдунья — «Украденная невеста» Е. Никитина, Зарина — «Запрещенная любовь» А. Партта, Улькка — «Кукушка в чужом гнезде», Манюк — «После свадьбы невесту не ищут» и Анита — «Накануне покаяния» Н. Сидорова, Ольга — «Нашествие» Л. Леонова, Зинка — «Иван и Мадонна» А. Кудрявцева, Кленышева — «Восточная трибуна» А. Галина, Наталья — «Тихий Дон» М. Шолохова, Ольга Павловна -«Чужой ребенок» В. Шкваркина, Василиса -«На дне» М. Горького, Роза Мамаи — «Арлезианка» А. Додэ, Валентина Федоровна — «Бабушка Праски внука женит» А. Чебанова, Лукерья Похлебкина — «Свадьба с приданым» Н. Дьяконова, Фиона — «Морозное дыхание метели» И. Бунина, Йаскар — «В деревне» Ф. Павлова, Саламби — «Саламби» А. Артемьева и др.

## Награды и признание
- Заслуженная артистка Чувашской АССР (1979)
- Народная артистка Чувашской АССР (1989)
- Заслуженная артистка Российской Федерации (1998)